# FC Botew Wraza
Der FC Botew Wraza (bulg.: Ботев Враца) ist ein Fußballverein aus der bulgarischen Stadt Wraza. Er trägt den Namen des bulgarischen Helden Christo Botew.

## Geschichte
Der Verein wurde 1921 von Nikola Kunow, Iwan Abusow, Nako Paunow, Gergo Boytchew, Todor Orozow, Hristo Lighenski und Angel Rachinsk gegründet. Zwischen 1957 und 1964 spielte man in der B Grupa. 1964 stieg man in die A Grupa auf. Zwischen 1964 und 1990 spielte man 788 Spiele in der A Grupa. 1990 stieg man in B Grupa und später wieder in die W Grupa ab. 2007/08 wurde der Verein Vierter in der W Grupa Nordwest.
In der Saison 2010/11 konnte Botew Wraza den ersten Platz in der Zweiten Bulgarischen Liga B Grupa-West erreichen und sich für die A Grupa qualifizieren.

## Erfolge
- 3. Platz A Grupa, 1971
- 4. Platz A Grupa, 1985
- 5. Platz A Grupa, 1977

## Stadion
Das Christo-Botew-Stadion wurde 1948 gebaut. Es befindet sich im Osten Wrazas. Anfangs hatte es Platz für 32.000 Zuschauer. Nachdem es über die Jahre verfiel, da der Verein kein Geld mehr hatte, wurde es 2008 umgebaut und die Kapazität auf nur noch 6000 Plätze reduziert.

## Spieler
- Zwetan Jontschew (1973–1975) Spieler
- Ilija Walow (1980–1988) Spieler & (1999–2002) Trainer
- Martin Petrow (0000–1996) Jugend
- Walentin Iliew (1992–1998) Jugend, (1998–2001) Spieler